# Mossack Fonseca
Mossack Fonseca & Co. was een juridische en zakelijke dienstverlener.

## Geschiedenis
Het bedrijf werd in 1977 opgericht door Jürgen Mossack. In 1986 sloot Ramón Fonseca Mora zich bij hem aan en kreeg het bedrijf zijn uiteindelijke naam. Het hoofdkantoor was gevestigd in Panama, met meerdere nevenvestigingen in andere landen. Het bedrijf specialiseerde zich in handelsrecht, trustdiensten en adviezen aan investeerders. Het was een van de grootste zakelijke dienstverleners.
Mossack Fonseca werd ervan beschuldigd buitenlanders te hebben geholpen de lokale belastingwetten te omzeilen en actief te zijn geweest op het gebied van witwassen en belastingfraude, samen met de Commerzbank. Tevens zou het bedrijf dictators uit het Midden-Oosten en Afrika hebben geholpen internationale sancties te omzeilen. In april 2016 werd, na een groot journalistiek onderzoek, onder de naam Panama Papers een groot dossier bekendgemaakt met daarin namen van wereldleiders die banden met Mossack Fonseca hadden.
In de loop van 2016 sloot de firma haar vestigingen in Jersey, Man en Hongkong, en januari 2017 dat in Luxemburg. In februari 2017 werden de beide firmanten gearresteerd, om in april op borgtocht te worden vrijgelaten. Terwijl het justitieel onderzoek liep, vonden nieuwe onthullingen plaats, waarna Mossack Fonseca op 15 maart 2018 de deuren sloot.

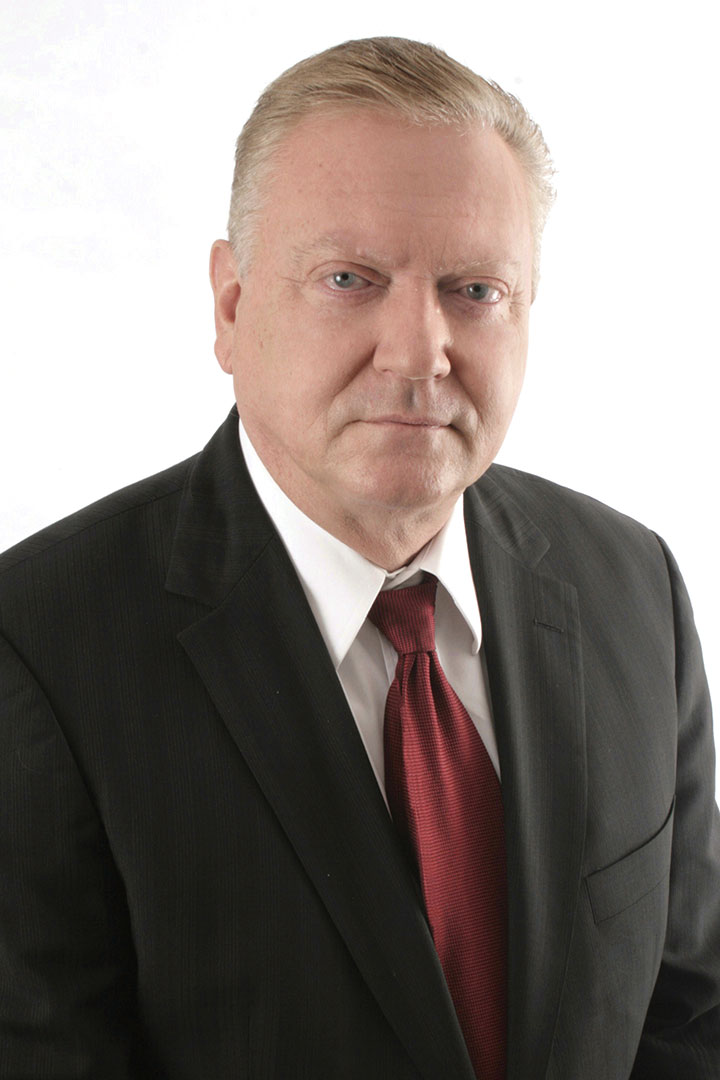
Jürgen Mossack
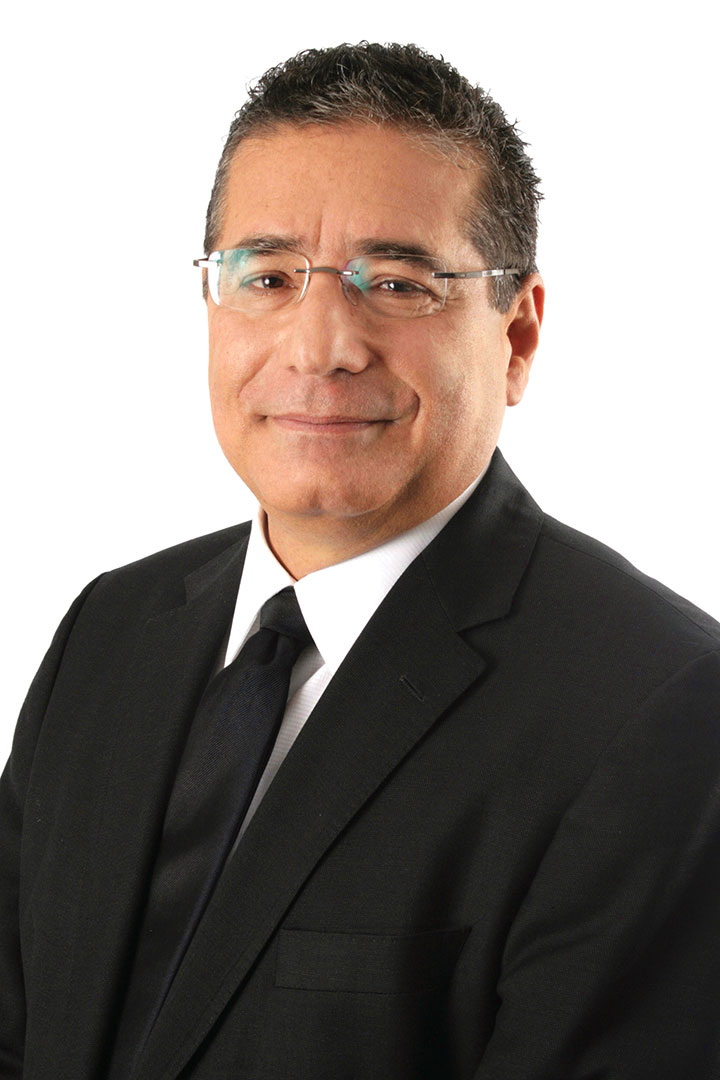
Ramón Fonseca Mora

## Panama Papers-lek
Op 3 april 2016 werd bekendgemaakt dat 11,5 miljoen vertrouwelijke documenten van Mossack Fonseca gelekt waren. Uit deze documenten blijkt hoe hooggeplaatste ambtenaren en regeringsleiders uit onder meer Rusland, Oekraïne en IJsland, alsmede personen binnen bedrijven als FIFA, via Mossack Fonseca miljarden euro's verstopt hebben via buitenlandse rekeningen. De documenten – in totaal 2,6 terabytes aan data – zijn aangeleverd door een anonieme klokkenluider en worden onderzocht door het International Consortium of Investigative Journalists (ICIJ).